# Armstrong Whitworth F.K.10
Die Armstrong Whitworth F.K.10 war ein britisches Vierdecker-Militärflugzeug aus dem Jahre 1917, das kurze Zeit im Ersten Weltkrieg eingesetzt wurde, sich jedoch trotz überragender Wendigkeit aufgrund zu geringer Flugleistungen nicht bewährte. Es war einer der wenigen Vierdecker, die in (wenn auch sehr kleiner) Serie gebaut wurden.

## Geschichte
Zu den wohl ungewöhnlichsten Mustern, die in Großbritannien während des Ersten Weltkrieges konstruiert und gebaut wurden, zählt die von Frederick Koolhoven bei Armstrong Whitworth Aircraft entwickelte zweisitzige F.K.10, die Anfang des Jahres 1917 ihren Erstflug hatte.
Die Auslegung als Vierdecker mit vier stark gestaffelt angeordneten Flügeln in Verbindung mit Querrudern auf allen Flächen verliehen der Maschine eine überragende Wendigkeit. Die Anordnung des Pilotensitzes unmittelbar vor und die des Beobachters hinter den Tragflächen brachte für beide ein gutes Sichtfeld beim Einsatz als Aufklärer. Außer dem 110-PS-Clerget-Umlaufmotor kamen auch 110-PS-Le-Rhône- und 130-PS-Clerget-Triebwerke zum Einbau. Das Muster wurde außer bei Armstrong Whitworth Aircraft in Elswick bei Newcastle upon Tyne (zwei Exemplare) noch bei der Firma Angus-Sanderson in Newcastle upon Tyne (fünf Exemplare) und der Phoenix Dynamo Manufacturing Co. (zwei Exemplare) produziert.
Die F.K.10 war zwar der beste Vierdecker des Ersten Weltkrieges, zeigte aber insgesamt eher schlechte Flugleistungen, die etwas unterhalb jener der Sopwith 1½ Strutter lagen, so dass lediglich insgesamt neun Maschinen für das Royal Flying Corps (RFC) sowie das Royal Naval Air Service (RNAS) statt der anfangs durch die Militärs georderten 50 gebaut wurden. Die Maschinen wurden bereits 1917 nach relativ kurzer Einsatzzeit aus den Frontverbänden abgezogen.

## Versionen

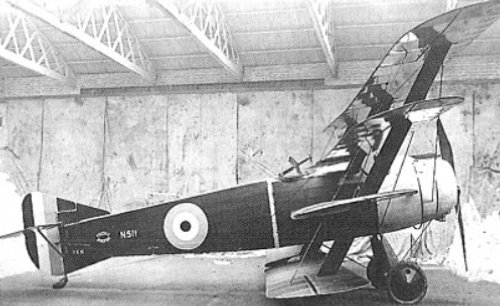
Armstrong Whitworth F.K.10

- F.K.9 – Prototyp mit einem Clerget-9Z-Umlaufmotor mit 110 PS (81 kW)
- F.K.10 – (Serien)-Produktionsversion mit überarbeitetem Rumpf und Leitwerk, ein Umlaufmotor Clerget 9B mit 130 PS (97 kW)

## Militärische Nutzung
Vereinigtes Königreich
- Royal Flying Corps
- Royal Naval Air Service

## Technische Daten

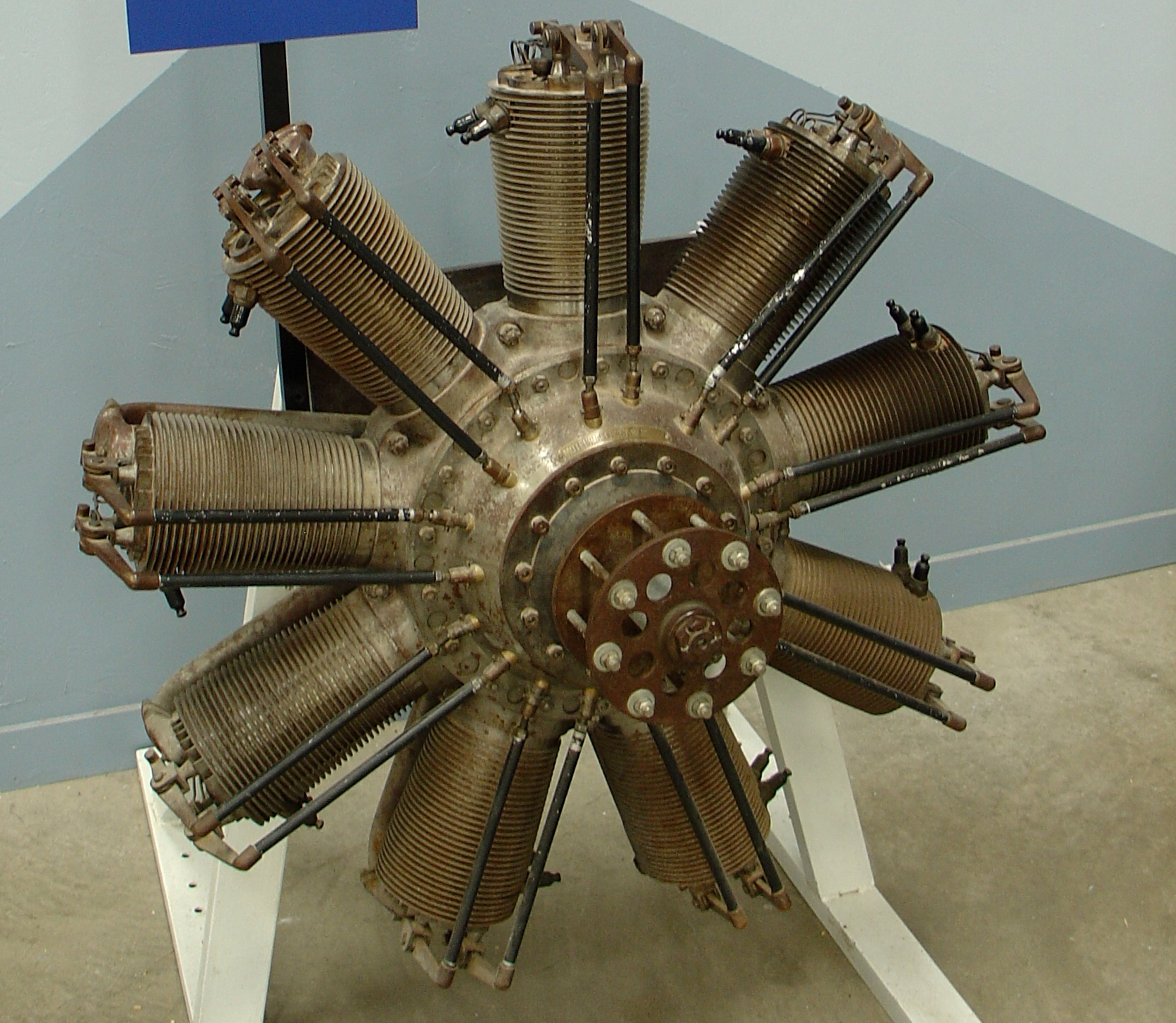
9-Zylinder-Umlaufmotor Clerget 9 B

| Kenngröße             | Daten                                                                                              |
| --------------------- | -------------------------------------------------------------------------------------------------- |
| Besatzung             | 2                                                                                                  |
| Länge                 | 7,47 m                                                                                             |
| Spannweite            | 8,49 m                                                                                             |
| Höhe                  | 3,50 m                                                                                             |
| Flügelfläche          | 36,27 m²                                                                                           |
| Triebwerk             | ein luftgekühlter 9-Zylinder-Umlaufmotor Clerget 9 B mit 130 PS (96 kW) Startleistung              |
| Höchstgeschwindigkeit | 135 km/h (84 mph / 73 kn) bei 2.000 m (6.500 ft)                                                   |
| Steigleistung         | 37:10 min auf 3.050 m (10.000 ft)                                                                  |
| Einsatzdauer          | 2,5 h                                                                                              |
| Bewaffnung            | vorn: starres Vickers-MG hinten: beweglich montiertes Lewis-MG beide Kaliber .303 British (7,7 mm) |

## Vergleichbare Flugzeuge
- Sopwith 1½ Strutter
- Bristol F.2 Fighter